# Micky Dolenz
George Michael Dolenz, født den 8. marts 1945 i Los Angeles. Trommeslager og sanger i den amerikanske popgruppe the Monkees.
Som søn af den etabelerede skuespiller George Dolenz fik Micky Dolenz allerede som 10-årig hovedrollen i sin egen tv-serie Circus Boy. Her optrådte han under navnet Micky Braddock frem til 1958. Han medvirkede herefter i en lang række tv-serier, ligesom han under pseudonymet Mike Swain indspillede et par singler i 1966 og 1967.
Micky Dolenz fik i 1966 rollen som én af de fire popmusikere i tv-serien The Monkees. Han blev udset til at spille trommer, noget han ikke havde prøvet før. Han lærte at spille af en ventrehåndet og -fodet trommeslager og har siden spillet som venstrehåndet, skønt han er højrehåndet. I serien fungerede han desuden som gruppens vanvittige parodist, hvilket lå tæt på hans egen personlighed.
Micky Dolenz skrev flere af the Monkees numre, og han var især rock- og jazz-inspireret. Da bandet i 1970 gik i opløsning, fortsatte han en musikalsk solokarriere, lagde stemme til tegnefilm og optrådte sporadisk i tv-serier indtil 1979, hvor han flyttede til London. Her arbejdede han som instruktør af tv, film og teater frem til 1990'erne, hvor han flyttede tilbage til Los Angeles. I 1986 gendannede han the Monkees med Davy Jones og Peter Tork, og i 1993 udkom hans selvbiografi I'm A Believer: My Life of Monkees, Music and Madness. I 1996 blev the Monkees atter gendannet, denne gang også med Mike Nesmith.
Fra sit første ægteskab med den britiske popsangerinde og tv-værtinde Samantha Juste har Micky Dolenz datteren Ami Bluebell, født 1969, som i dag er skuespillerinde. Fra sit andet ægteskab med den ligeledes britiske Trina Dow har han døtrene Charlotte Janelle, født 1981, Emilie Clair, født 1983, og Georgia Rose, født 1984. Han bor i dag i New York med sin tredje hustru, Donna, og har sit eget radioshow.